# Sarah Cunningham (Schauspielerin)
Sarah Lucie Cunningham (* 8. September 1918 in Greenville, South Carolina; † 24. März 1986 in Los Angeles, Kalifornien) war eine US-amerikanische Schauspielerin.

## Leben
Ihr Filmdebüt gab sie 1948 in dem Film Stadt ohne Maske. Es folgten Filme und zahlreiche TV-Produktionen. In Deutschland wurde sie vor allem durch ihre Rolle der Tante Maggie in der US-Fernsehserie Dallas bekannt. Sie spielte dort in unregelmäßigen Abständen von 1978 bis 1984 die Tante von Pamela Barnes (Victoria Principal) und Cliff Barnes (Ken Kercheval).
Cunningham war von 1942 bis zu ihrem Tod mit dem Schauspieler John Randolph verheiratet. Das Paar hatte zwei Kinder.
Sarah Cunningham starb während der Oscarverleihung 1986 in der Lobby an einem Asthma-Anfall.

## Filmografie (Auswahl)
- 1948: Stadt ohne Maske (The Naked City)
- 1964: Black Like Me
- 1972: Die Cowboys (The Cowboys)
- 1975: Baretta (Fernsehserie, Folge 1x02)
- 1975: Starsky & Hutch (Fernsehserie, Folge 1x12 Gefahr im Hafen)
- 1977: Make-up und Pistolen (Police Woman, Fernsehserie, Folge 3x13)
- 1977: Ich hab’ dir nie einen Rosengarten versprochen (I Never Promised You a Rose Garden)
- 1977: Letzte Weihnacht (The Gathering, Fernsehfilm)
- 1978–1984: Dallas (Fernsehserie, 5 Folgen)
- 1979: Vegas (Vega$, Fernsehserie, Folge 1x20)
- 1980: Die Königin der Banditen (Belle Starr, Fernsehfilm)
- 1982: Frances
- 1982–1986: Trapper John, M.D. (Fernsehserie, 30 Folgen)
- 1983: A Rose for Emily (Kurzfilm)
- 1985: Das Messer (Jagged Edge)